# Sela pri Dolenjskih Toplicah
Sela pri Dolenjskih Toplicah – wieś w Słowenii, w gminie Dolenjske Toplice. W 2018 roku liczyła 244 mieszkańców.